# Paroisse de Studholm
La paroisse de Studholm est à la fois une paroisse civile et un ancien district de services locaux (DSL) canadien du comté de Kings, située au sud du Nouveau-Brunswick. Elle comprend l'autorité taxatrice de Lower Millstream. Dans le cadre de la réforme de la gouvernance locale du 1er janvier 2023, le DSL a été annexé à la nouvelle communauté rurale de Butternut Valley.

## Toponyme
La paroisse est nommée ainsi en l'honneur de Gilfred Studholme (1740-1792), commandant du fort Howe en 1783 et propriétaire terrien.

## Géographie

### Villages et hameaux
La paroisse comprend les hameaux suivants: Apohaqui (partie nord), Berwick, Carsonville, Centreville, Collina, Fox Hill, Gibbon, Head of Millstream, Jordan Mountain, Kierstead Mountain, Lower Millstream, McGregor Brook, Mount Hebron, Mount Middleton, Mount Pisgah, Newtown, Parleeville, Pearsonville, Pleasant Ridge, Plumsweep, Riverbank, Roachville, Searsville, Smithscreek, Snider Mountain, Summerfield et Thompson Corner.

## Histoire
L'établissement de Millstream est fondé peu après 1783 par des Loyalistes. L'établissement pré-loyaliste de Studville fondé par le Major Studholm vers 1786. Des immigrants du Yorkshire et d'Irlande viennent grossir la population en 1810 et les années suivantes. L'établissement prend de l'expansion vers l'amont de la rivière et comprend désormais les hameaux nommés Berwick, Mount Middleton et Head of Millstream. Les établissements en aval étaient autrefois inclus dans Studville.
Smiths Creek est fondé avant 1790 par Isaiah Smith, rejoint plus tard par un groupe de Loyalistes déjà établis dans la province. Leurs descendants fondent plus tard Newton et Cornhill.
Collina est fondé par des Loyalistes vers 1810, par l'expansion de Belleisle. Jordan Mountain est fondé par des fermiers irlandais. Newtown est fondé avant 1812 par des Loyalistes originaires du bas du ruisseau Smiths. Keirstead Mountain est fondé entre 1820 et 1830 par des Loyalistes originaires de Belleisle. Snider Mountain est fondé vers 1823 par des Loyalistes établis à l'origine à Dutch Valley.
La paroisse civile est érigée en 1840. La municipalité du comté de Kings est dissoute en 1966. La paroisse de Studholm devient un district de services locaux en 1967.
Lors du plébiscite du 28 octobre 2013, les habitants des paroisses d'Hammond, de Studholm, de Sussex et de Waterford votent en majorité contre le projet de constitution de ce territoire en communauté rurale, à 1422 voix contre 423.

## Démographie
(août 2016).
D'après le recensement de Statistique Canada, il y avait 3721 habitants en 2001, comparativement à 3758 en 1996, soit une baisse de 1,0%. La paroisse compte 1361 logements privés, a une superficie de 449,43 km² et une densité de population de 8,3 habitants au km².
| 2001  | 2006  | 2011  | 2016  |
| ----- | ----- | ----- | ----- |
| 3 721 | 3 526 | 3 612 | 3 522 |

## Économie
Entreprise Fundy, membre du Réseau Entreprise, a la responsabilité du développement économique.

## Administration

### Comité consultatif
En tant que district de services locaux, Studholm est administré directement par le Ministère des Gouvernements locaux du Nouveau-Brunswick, secondé par un comité consultatif élu composé de cinq membres dont un président.

### Commission de services régionaux
La paroisse de Studholm fait partie de la Région 8, une commission de services régionaux (CSR) devant commencer officiellement ses activités le 1er janvier 2013. Contrairement aux municipalités, les DSL sont représentés au conseil par un nombre de représentants proportionnel à leur population et leur assiette fiscale. Ces représentants sont élus par les présidents des DSL mais sont nommés par le gouvernement s'il n'y a pas assez de présidents en fonction. Les services obligatoirement offerts par les CSR sont l'aménagement régional, l'aménagement local dans le cas des DSL, la gestion des déchets solides, la planification des mesures d'urgence ainsi que la collaboration en matière de services de police, la planification et le partage des coûts des infrastructures régionales de sport, de loisirs et de culture; d'autres services pourraient s'ajouter à cette liste.

### Représentation et tendances politiques
Nouveau-Brunswick: Studholm fait partie de la circonscription provinciale de Kings-Est, qui est représentée à l'Assemblée législative du Nouveau-Brunswick par Bruce Northrup, du Parti progressiste-conservateur. Il fut élu en 2006 et réélu en 2010. Les hameaux de Carsonville, Gibbon et Head of Millstream sont quant à eux situés dans la circonscription provinciale de Petitcodiac, qui est représentée par Sherry Wilson, du Parti progressiste-conservateur. Elle fut élue en 2010.
 Canada: Studholm fait partie de la circonscription électorale fédérale de Nouveau-Brunswick-Sud-Ouest, qui est représentée à la Chambre des communes du Canada par Gregory Francis Thompson, ministre des Anciens Combattants et membre du Parti conservateur. Il fut élu lors de la 40e élection fédérale, en 1988, défait en 1993 puis réélu à chaque fois depuis 1997.

## Infrastructures et services
Le DSL est inclus dans le territoire du sous-district 9 du district scolaire Francophone Sud. L'école Samuel-de-Champlain de Saint-Jean est l'établissement francophone le plus proche alors que les établissements d'enseignement supérieurs les plus proches sont dans le Grand Moncton.
Studholm possède une caserne de pompiers. Le bureau de poste et le détachement de la Gendarmerie royale du Canada le plus proche est à Sussex.
Les anglophones bénéficient du quotidien Telegraph-Journal, publié à Saint-Jean, et du Kings County Records, de Sussex. Les francophones bénéficient quant à eux du quotidien L'Acadie nouvelle, publié à Caraquet, ainsi que l'hebdomadaire L'Étoile, de Dieppe.

## Culture

### Personnalités
- Alfred Augustus Stockton (1842-1907), avocat et homme politique, né à Studholm.

### Architecture et monuments
Studholm compte cinq ponts couverts. Le premier est situé sur la rivière Kennebecasis près de la route 890. Il fut construit en 1908 et mesure 34,2 mètres de long. Le second est situé plus en amont, le long du chemin Plumsweep près de la route 1. Ce dernier fut construit en 1911 et mesure 22,5 mètres de long. Un troisième pont traverse le ruisseau Millstream, le long du chemin Pleasant Ridge Branch, près de la route 880. Il fut construit en 1911 et mesure 28,9 mètres de long. Un autre pont traverse le ruisseau Smiths, le long du chemin Roachville. Il fut construit en 1927 et mesure 36,7 mètres de long. le cinquième pont traverse aussi le ruisseau Smiths, en amont, à Newton, près de la route 890. Ce dernier fut construit en 1910 et mesure 28 mètres de long. En 1992, il figura sur la première pièce de monnaie d'une série célébrant le 125e anniversaire de la Confédération canadienne.